# Schulzendorf
Schulzendorf is een gemeente in de Duitse deelstaat Brandenburg, en maakt deel uit van Landkreis Dahme-Spreewald.
Schulzendorf telt 8.945 inwoners.